# Bandera de Ambato
La bandera de la ciudad de Ambato, del Cantón Ambato y de la Provincia de Tungurahua fue adoptada en 1954 por la Provincia de Tungurahua, promulgada en 2002 y reformada el 26 de enero de 2004 por el Concejo Municipal del Cantón Ambato. Se compone de un rectángulo de proporción 3:2 que se divide en 3 franjas horizontales iguales.
- La primera y la tercera franja son rojas y simboliza la rebeldía de los locales.
- La franja central es verde y represanta el campo, la vegetación y la felicidad.[2]